# Heinrich Wilhelm Roß
Heinrich Wilhelm Roß (* 26. Mai 1876 in Wilhelmshaven; † 25. Juli 1922 in Wiesbaden) war ein deutscher Glas- und Dekorationsmaler.

## Leben
Heinrich Wilhelm Roß war der zweite Sohn des Lehrers Freerk Roß und der Johanna Catharina Roß, geb. Hobbing. Er besuchte in Wilhelmshaven die Volksschule und begann anschließend eine Lehre als Maler, die er jedoch abbrach. Der Lehrbrief der Oldenburger Malerinnung vom 30. April 1894 bescheinigte, dass Roß „das Maler-Gewerbe in Drei Jahren ordnungsgemäß erlernt und sich während dieser Zeit Sehr gut betragen“ habe. Die Probearbeit „wurde mit dem 1. Preise ausgezeichnet“. Als Malergehilfe setzte er seine Arbeit bei Emil Spalthoff bis zum 14. Oktober 1894 fort. Von Mitte April bis Mitte Oktober 1895 war er als Gehilfe bei August Olbers (Olpers) während dessen Arbeiten an den Malereien in der Klosterkirche zu Duderstadt tätig. Der Architekt Ludwig Klingenberg erstellte am 30. Januar 1896 ein Zeugnis für Roß’ Studienzeit an der Oldenburgischen Kunstgewerbeschule. Der Theatermaler Wilhelm Christian Gerhard Mohrmann (1849–1934) bescheinigte ihm „ganz hervorragende Talente“ am 28. Januar 1896. Zur selben Zeit studierte der Glasmaler Georg Karl Rohde in Oldenburg, mit dem Roß später in Bremen und Wiesbaden zusammenarbeitete.
Nach einer dreijährigen Militärzeit war Heinrich Wilhelm Roß als Student und Gehilfe von Hermann Schaper 1901 in Göttingen, wo er an der Neuausgestaltung des Göttinger Rathauses beteiligt war, u. a. an den Deckengewölben der Dorntze. Auch Schaper stellte Roß ein sehr günstiges Zeugnis über verschiedene große Dekorationsmalereien, welche nach Schapers Entwürfen ausgeführt wurden, aus und unterstützte ihn 1903 in seinem „Bestreben zur Gründung eines eigenen Geschäftes durch dieses Zeugnis“. Im selben Jahr war Roß als Mitarbeiter von Georg Karl Rohde an der Ausmalung zweier Priölken im Bremer Ratskeller beteiligt.
1904 heiratete er Luise Frieda Krug (1884–1968). Ab 1905 war Roß in Wiesbaden ansässig und ab 1906/07 Teilhaber der Firma Ross und Rohde. Die Firma war 1907 an zwei Glasbildern in der Wandelhalle des Kurhauses in Wiesbaden beteiligt. Ab 12. Februar 1921 wurde Roß laut Gewerbeanmeldung als Alleininhaber der Firma genannt. Am 25. Juli 1922 starb Heinrich Wilhelm Roß in Wiesbaden und hinterließ seine Frau Frieda, die Tochter Margarete Johanna Minna (1906–1932) und den Sohn Heinrich Friedrich Reimar (1911–1980).

## Werk
Das Werk von Heinrich Wilhelm Roß ist bisher noch nirgendwo dargestellt. Selbst die Glasbilder in öffentlichen Gebäuden Kurhaus Wiesbaden, Wandelhalle, sind ihm und seinem Partner Georg Karl Rohde nicht zugeschrieben. Viele Glasfenster, Dekorations- und Wandgemälde haben den Zweiten Weltkrieg nicht überstanden.

### Priölken-Malerei
Nicht erhaltenes Wandgemälde
Nach Aussage des Sohnes von Heinrich Wilhelm Roß, Fritz Ross, während des Dritten Reiches wegen des Heinrich-Heine-Zitates zerstört oder mit einer Holztäfelung abgedeckt. Beschreibung nach dem Entwurf von Roß:
- Umlaufender Spruch oberhalb des Wandbildes, weiße Schrift vor schwarzem Hintergrund. Stilisierte Blume nach jedem Wort: Fort mit den Grillen [unleserlich] es froh. Dulce Est Desipere in Loco.
- Linke Seite: Blüten, Früchte, Blätter und vier Vögel (Pfauen, verschiedene Gesten), geschlungenes Spruchband: Bremer wes bedaechtig, lat nich mehr in den du bist maechtig.
- Rechte Seite: Fortsetzung des Bildes von links mit zwei weiteren Vögeln. Aber ganz links eine Spruchtafel mit einem großen Eingangsletter G: Glücklich der / Mann der / den Hafen / erreicht hat / und hinter sich liess das / Meer und / die Stürme und jetzo warm u. ruhig sitzt / im guten Rathskeller zu Bremen. H. HEINE.

Vergleicht man diese Beschreibung mit der Bildbesprechung vom 24. Mai 1903 aus den Bremer Nachrichten für die erste Nische, „ein lustiges Geranke von Blumenzweigen, zwischen denen Vögel herumflattern, Bandrollen mit geschmackvoll verteilter Schrift, eine ruhige Gesamthaltung der Farben“, so kann sie sehr wohl auf dieses nicht erhaltene Wandgemälde verweisen.
Erhaltenes Wandgemälde
Beschreibung nach dem Entwurf von Heinrich Wilhelm Roß:
- Linke Seite: Blütenbüsche und Ranken, St. Urban (?) in einem togaähnlichen Gewand, langes, um den Kopf geschlungenes Spruchband: Hat Urban Sonnenschein, verspricht er viel und guten Wein. Fensterumrahmung mit stilisierten Blüten. Ausgespart das Fenster.
- Rechte Seite: Baum und Blütenbüsche. Gekrönte weibliche Person in Schürze und Kleid (angehoben) mit geneigtem Kopf, mit einer Krone bedeckt, in der rechten Hand eine Blume haltend. Geschwungenes Spruchband: Du bist wie die Ros’ im Rathskeller zu Bremen! Das ist die Rose der Rosen.

Aus der Bildbesprechung vom 24. Mai 1903 „Für das zweite der Priölken wird der Künstler in gleicher Weise, den Grundton des hellen Putzes nutzend, die Halbfiguren der zwölf Apostel zum Motiv nehmen […] umrahmt von Blattranken und Blumen.“ ist zu entnehmen, dass das Bild noch nicht vollendet ist und das heute noch existierende Bild, statt der zwölf Apostel nur noch St. Urban erscheint. Die Zwölf Apostel sind berühmte Weinfässer im Ratskeller.
Rezeption
„Im Ratskeller ist auf Beschluss der Deputation der Anfang gemacht worden mit der Ausmalung der Priölken. Der erste Versuch von Ritterhoff, den man in lobenswerter Vorsicht vor einigen Monaten gemacht hatte, um sich über die künstlerisch nicht ganz leichte Frage Klarheit zu verschaffen, ist wieder beseitigt worden. Nach sorgfältig geprüften Vorentwürfen hat man nun A. Ritterhoff und G. Rohde jeden mit der Ausschmückung von zweien der Priölken beauftragt. Rohde, der sich in den letzten zwei Jahren mit seinen hervorragenden Arbeiten auf dem Gebiete der Glasmalerei hier schon einen bedeutenden Namen gemacht hat, zusammen mit seinem Mitarbeiter Roß, einen Schüler von Professor Schaper, hat die erste Nische fertiggestellt. Seine Dekoration ist ganz indifferent und beziehungslos in der Wahl der Motive, rein malerisch gedacht und von sehr dezenter Wirkung, ein lustiges Geranke von Blumenzweigen, zwischen denen Vögel herumflattern, Bandrollen mit geschmackvoll verteilter Schrift, eine ruhige Gesamthaltung der Farben, naiv und anspruchslos in der Zeichnung; die Wirkung etwa im Sinne spätgotischer Gewölbedekorationen ist vorzüglich, sie ist echt und alt. Für das zweite der Priölken wird der Künstler in gleicher Weise, den Grundton des hellen Putzes nutzend, die Halbfiguren der zwölf Apostel zum Motiv nehmen, etwa so wie bei der bekannten mittelalterlichen Darstellung des Stammbaums Christi, umrahmt von Blattranken und Blumen. Ritterhoff hat bei den beiden ihm zugefallenen Nischen anspruchsvollere lokalhistorische und humoristische Motive gewählt. Das einemal zur Erinnerung an die ‚Bergenfahrer‘, die da unten ihren Stammplatz hatten, ein schwerfälliges mittelalterliches Kauffahrteischiff und den Bildniskopf eines Seefahrers und gegenüber eine famos echt gezeichnete naive Stadtansicht von Bergen. Diese Bildfelder heben sich von dem in grüngrauen Tönen gemusterten Grund nicht mehr los als etwa die Darstellung eines Gobelins. In dem vierten Priölken endlich hat er in diesem gleichen Gobelincharakter Figürliches angebracht; ein Bürgermädchen und eine Gruppe zänkischer alter Weiber, soweit man bis jetzt urteilen kann, sehr gut in der Verteilung im Raum, keck gezeichnet und immerhin gehalten genug in Rücksicht auf die dekorative Bestimmung des Ganzen. Auch hier wird ein durchgehendes farbiges Wandmuster den Grund bilden, von dem sich die Figuren abheben. Wenn man so von zwei verschiedenen Künstlern und mit verschiedenen Absichten geschaffen, den Schmuck der vier Priölken vollendet und auf ihre Wirkung hin in aller Ruhe geprüft hat, dann wird man der schwierigen Aufgabe näher treten können, wo und inwieweit in den Haupträumen des Kellers später einmal eine malerische Ausschmückung am Platze sein wird und welche von den jetzt angeschlagenen Weisen man am besten dafür zu Grunde legt.“ – Karl Schaefer

### Öffentliche Orte
- Filialkirche Duderstadt, Ausmalung, Beteiligung (1895), 1963/64 zerstört durch Übermalung
- Gewölbemalereien „Dorntze“ / Altes Rathaus / Göttingen (1901), Beteiligung (s. o.)
- Priölken / Ratskeller – Rathaus / Bremen (1903) zusammen mit Georg K. Rohde, eine erhalten, 2010 restauriert.
- Kunstverglasungen für Vestibül, Haupttreppenhaus im Polizei – Dienstgebäude sowie dreiteilige Fenster im Treppenhause der Präsidentenwohnung, Wiesbaden, im Zweiten Weltkrieg zerstört
- Kunstbleiverglasungen und Glasmalereien, Königliche Moorbadeanstalt zu Langenschwalbach / Bad Schwalbach (1905), im Zweiten Weltkrieg zerstört
- Glasfenster, Kurhaus-Wandelhalle, Wiesbaden (1907) zusammen mit Georg K. Rohde, restauriert

### Profane Glasfenster, Bilder und Dekorationsmalereien in privatem Besitz
- Blumenvase, Öl auf Leinwand, großformatig, (ca. 1896)
- Pfeife rauchender Kamerad, Alfred L..., Bleistiftzeichnung, schwarz-weiß, 9. Juni 1898
- Geige spielender Kamerad, colorierte Bleistiftzeichnung, ca. 1898
- Kamerad, am Tisch sitzend, Bleistiftzeichnung, schwarz-weiß, ca. 1898
- Blick auf Lauenstein, Öl auf Pappe, um 1901
- Glückwunschkarte, verzierte Texttafel, Vorder- und Rückseite, Göttingen, 1901
- Greetsiel, Blick vom Nordseedeich zum Hafen, Öl auf Pappe, um 1910
- Blumenkarre mit Engel, Glasbild, Bleiverglasung, versch. Techniken, farbig
- Drei Grazien auf Sofa, Glasbild, Bleiverglasung, versch. Techniken, farbig
- Putte mit Ähren, Glasbild, Bleiverglasung, gelb und schwarz, gebrannt
- Putte, Obstschale über Kopf haltend, versch. Techniken, farbig
- Putte, Trauben geschultert, kniend, versch. Techniken, gelb und schwarz
- Firmenschild, H. W. ROSS – GLASMALEREI, WIESBADEN, Glasbild, schwarz-weiß, ca. 1906
- Fuhrwerk mit Bauernpaar, Glasbild, Bleiverglasung, versch. Techniken, farbig
- Drei tanzende Bauernmädchen, Glasbild, Bleiverglasung, versch. Techniken, farbig
- Abschied, Glasbild, zweifarbig, gelb und schwarz
- Adolf Menzel, Porträt, Glasbild, schwarz-weiß
- Trauernde, Glasbild, Bleiverglasung, versch. Techniken, Jugendstil (?), signiert: R. u. R. Wiesb.
- Madonna, Glasbild, Bleiverglasung, versch. Techniken, Jugendstil (?), signiert: Rohde
- Putte mit Herz, Glasbild, Bleiverglasung, versch. Techniken
- Rotkehlchen, Glasbild, Bleiverglasung, versch. Techniken

## Entwürfe für Glasbilder und Glasfenster
- Madonna mit dem Kind, Rosette, klassizistisch, Wasserfarben auf Pappe, mehrfarbig, ca. 1895
- Vogel mit offenen Schwingen im Weinstock, Bleiverglasung, farbig
- Alt Wiesbaden, Bleiverglasung, farbig
- Großes Fenster, zwei Fensterflügel und Halbrund, Blumenmotive, Jugendstil, farbig
- Kogge, Bleiverglasung, farbig
- Brautpaar, dreiflügeliges Fenster, farbig im Zentrum und schwarz-weiß
- Blumenbouket, Fenster, Jugendstil, farbig im Fenster
- Taube und Ähren, offene Schwingen, Kopf rechts, Bleiverglasung, farbig
- Taube und Ähren, offene Schwingen, Kopf links, Bleiverglasung, farbig
- Ornamente in Quadraten, schwarz-weiß und Farbe, signiert: Ross u. Rohde

## Entwürfe für Decken- und Wandgemälde
- Wappen und Weintrauben und Ranken, Dorntze, Altes Rathaus, Göttingen, Wasserfarben auf Pappe, 1901,
- Vier Dreiecke mit Wappen und Ranken, Dorntze, Altes Rathaus, Göttingen, Wasserfarbe auf Pappe, 1901
- Priölke, Ratskeller, Rathaus Bremen, als Partner von Georg K. Rohde, 1. Motiv, St. Urban (?) und der Wein, Spruchband: Hat Urban Sonnenschein, verspricht er viel und guten Wein, (1903), erhalten, Aquarell auf Pappe, mehrfarbig
- Priölke, Ratskeller, Rathaus Bremen, als Partner von Georg K. Rohde, 2. Motiv, Hymne von H. Heine, „Glücklich der Mann der den Hafen erreicht hat...“, Jugendstilelemente, (1903), nicht erhalten, (zerstört in den 1930er Jahren?), Aquarell auf Pappe, mehrfarbig